# David Lindgren

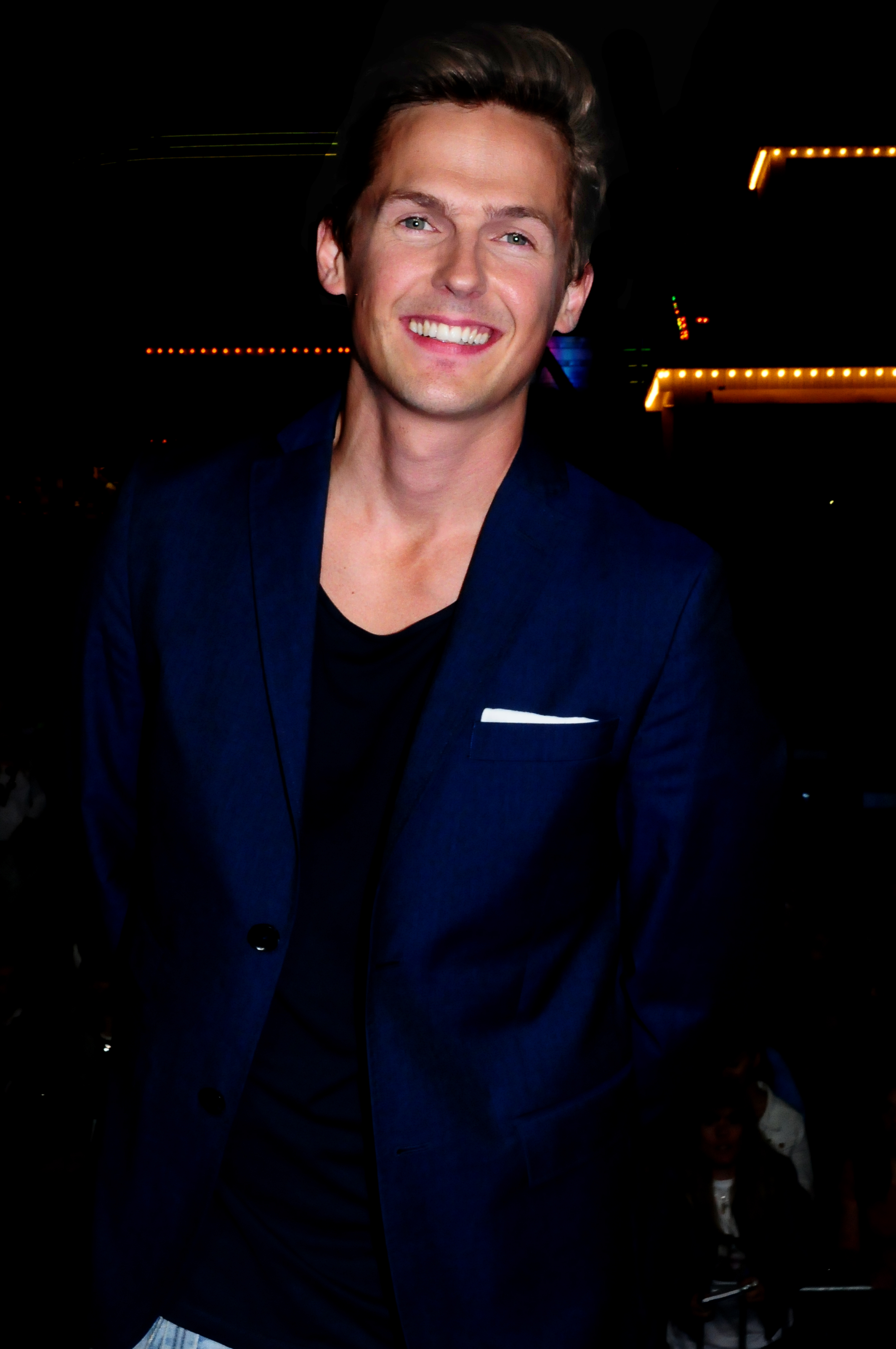
David Lindgren (2012)

David Lindgren (* 28. April 1982 in Skellefteå) ist ein schwedischer Sänger und Moderator. Bekannt wurde er vor allem durch seine Teilnahme am Melodifestival, dem schwedischen Vorentscheid des Eurovision Song Contest.

## Karriere
Erste Bekanntheit erlangte er durch seine Teilnahme an der schwedischen Gameshow Så ska det låta in den Jahren 2009 sowie 2010. 2012 war Lindgren erstmals beim Melodifestival zu sehen; er erreichte den vierten Platz. Aufgrund des Erfolgs seines Beitrags Shout It Out veröffentlichte Lindgren 2012 das Album Get Started. Dieses erreichte Platz 1 der Albumcharts. 2013 nahm er erneut am Melodifestival teil und wurde Achter mit der Single Skyline. Im März 2013 erschien sein zweites Album Ignite The Beat, das Platz 2 in den Charts erreichte. Beim Melodifestival 2016 erreichte er Platz 11 mit dem Titel We Are Your Tomorrow.
Sowohl beim Melodifestivalen 2017 als auch bei der Ausgabe 2018 war er als Moderator tätig. Im Mai 2020 gewann er die schwedische Musiksendung Stjärnornas stjärna vor Jon Henrik Fjällgren.
Lindgren ist verheiratet und seit 2011 Vater eines Sohnes.

## Diskografie

### Studioalben
| Jahr | Titel           | Höchstplatzierung, Gesamtwochen, AuszeichnungChartsChartplatzierungen (Jahr, Titel, Platzierungen, Wochen, Auszeichnungen, Anmerkungen) | Anmerkungen                         |
| Jahr | Titel           | SE | Anmerkungen                         |
| ---- | --------------- | --- | ----------------------------------- |
| 2012 | Get Started     | SE1 (13 Wo.)SE | Erstveröffentlichung: 18. Mai 2012  |
| 2013 | Ignite the Beat | SE2 (9 Wo.)SE | Erstveröffentlichung: 5. April 2013 |

### Singles
| Jahr | Titel Album              | Höchstplatzierung, Gesamtwochen, AuszeichnungChartsChartplatzierungen (Jahr, Titel, Album, Platzierungen, Wochen, Auszeichnungen, Anmerkungen) | Anmerkungen                            |
| Jahr | Titel Album              | SE | Anmerkungen                            |
| ---- | ------------------------ | --- | -------------------------------------- |
| 2012 | Shout It Out Get Started | SE8 ×2Doppelplatin · (17 Wo.)SE | Erstveröffentlichung: 2. März 2012     |
| 2013 | Skyline Ignite the Beat  | SE17 Gold · (7 Wo.)SE | Erstveröffentlichung: 1. März 2013     |
| 2016 | We Are Your Tomorrow –   | SE27 Gold · (5 Wo.)SE | Erstveröffentlichung: 26. Februar 2016 |

Weitere Singles
- 2012: Rendezvous (Get Started)
- 2013: Move That Thing (Ignite the Beat)
- 2014: Vi gör det igen